# Розе, Густав
Гу́став Ро́зе (нем. Gustav Rose; 18 марта 1798, Берлин — 15 июля 1873, Берлин) — немецкий учёный-минералог и геолог. 
Член Германской академии естествоиспытателей «Леопольдина» (1860), иностранный член-корреспондент Петербургской академии наук (1829), иностранный член Лондонского королевского общества (1866).

## Биография
Сын Валентина Розе-младшего, химика и фармацевта.
В 1815 году служил в прусской армии, участвовал в наполеоновских войнах.
Учился в Берлинском университете.
Был профессором минералогии в Берлинском университете, а с 1856 года также директором минералогического музея.
В 1829 году сопровождал Александра Ф. Гумбольдта в его путешествии по Сибири.
В 1850 году совершил вместе с Митчерлихом путешествие с геологической целью на Везувий, Этну и Липарские острова.
В 1852 году исследовал потухшие вулканы южной Франции.
С 1856 году занимался геологическими исследованием Исполиновых гор.
В области минералогии Розе установил кристаллохимическую систему минералов и производил исследования связи между формой кристаллов и электрической поляризацией, гетероморфизма углекислого кальция, зависимости формы кристаллов от обстоятельств, сопровождающих их образование, открыто месторождение лиственита в Берёзовском и др.

## Семья
Брат химика Генриха Розе. 
Сыновья:
- Валентин Розе[англ.] (1829–1916) — немецкий антиковед.
- Эдмунд Розе (1836—1914) — немецкий хирург.

## Память
В честь Густава Розе были названы два минерала:
- розелит (1824)
- бета-розелит (1955)